# 屠隆
屠隆（1543年7月26日—1605年10月7日），原名儱，字長卿，一字緯真，號赤水，別號由拳山人、鴻苞居士、桃花客卿、溟涬子，浙江寧波府鄞縣人，明朝政治人物、文學家、戲曲家，同進士出身。

## 生平
屠隆的家族世居鄞县桃花渡。其曾祖屠子良、祖父屠璞、父亲屠濬并不富裕，三代布衣。父亲依靠渔业以及商贾为生。屠隆为其父六子中最幼者。屠隆幼年时即受到张时彻、屠大山、范钦的赏识。万历元年（1573）屠隆创作了《冥海波恬赋》，受到刘翾赞赏。二十岁时，屠隆在开化开馆授徒谋生。
萬曆四年（1576）中丙子科浙江鄉試第九名舉人，次年聯捷丁丑科进士，任潁上、青浦知县。中进士当年，屠隆为瞿九思冤案鸣不平，作《为瞿睿夫讼冤书》，成功使瞿九思获释回乡。在颍上县时，屠隆修筑了颍上东门河堤，解决了颍上的水患问题。万历六年底，屠隆赴任青浦。当时的青浦属于割上海、华亭两县而成的新设建制，非常贫困。屠隆在任上尽力治理，离開青浦时，当地士民数百人尾随送别至太仓州。
万历十年（1582），屠隆上京大计（考核绩效）。万历十一年（1583）改任禮部仪制司主事、郎中等官职。万历十二年十月，和西宁侯宋世恩“宴游甚欢”，被刑部主事俞显卿弹劾。屠俞二人雙雙罢官回乡。屠隆罢官一事，先是万历十二年夏，宋世恩来到京城，因爱好文艺，极力想要结交屠隆。屠隆见热情难却，便与宋世恩兄弟相称。九月，宋世恩与屠隆等人宴会，席间声称，既然他与屠隆是兄弟，也要让自己的妻子去屠隆家拜见老夫人和嫂夫人，表示两家为通家，交情甚好。而此时的刑部主事俞显卿是青浦乡绅，曾经试图巴结青浦知县屠隆，但屠隆却不理会他。俞显卿因此十分衔恨屠隆，身为刑部主事的他便将宋世恩的话添油加醋，往“淫秽”上引，暗示屠隆与宋世恩夫人有染。万历帝看了书奏后下令彻查，经查并无俞氏所说事情，俞显卿便因诬告罢官了。而屠隆也因“诗酒放浪”之过罢官。此事件中，背后操纵者为徐阶。屠隆在青浦任上由于没有接受徐阶的笼络，声称“黄发大老，某敢不事之，惟谨第为明天子守三尺法，以牧此中黔首，宁能废公义而媚私门，结纳之言，不敢闻命。”遭到徐阶忌恨。屠隆在京时，徐阶花费千金使人日夜侦查他的动向，以便落井下石。屠隆的仕途因此事件而告终。
罢官后，屠隆应汪道昆之邀，前往新安（歙县）加入白榆社，又在杭州参与南屏诗社。屠隆与汤显祖情谊深厚，万历二十三年（1595），屠隆在春秋两季两次去遂昌拜访了时任遂昌知县的汤显祖。期间他们共同研讨了文艺创作，游山玩水。万历二十四年（1596），屠隆创作了《昙花记》《彩毫记》《修文记》传奇三部。万历三十三年（1605）屠隆卒，年六十三。

## 著作

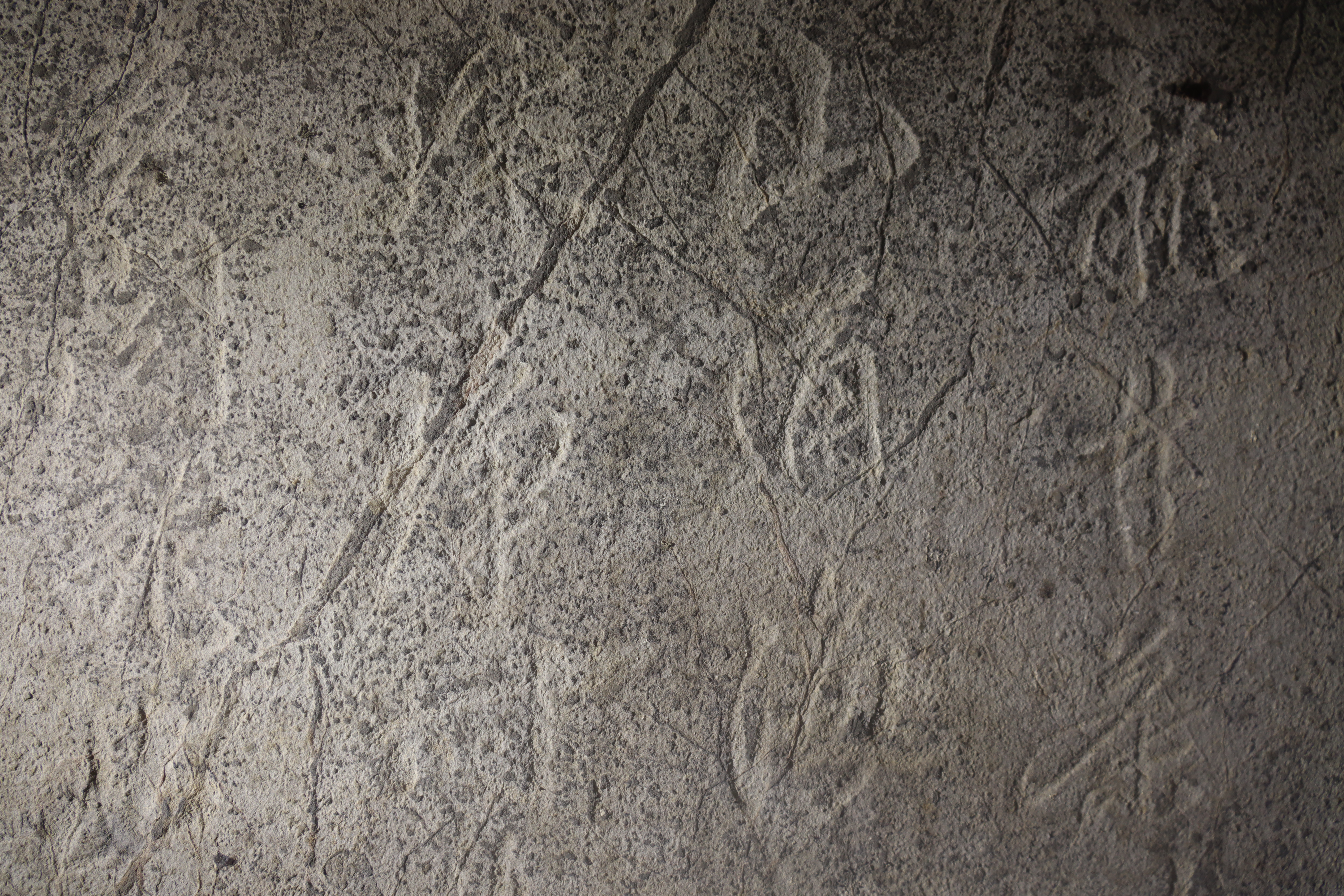
萬曆二十一年（1593），屠隆書《龍井茶歌》碑，在杭州龍井。

屠隆是个怪才，好游历，有博学之名，尤其精通曲艺。《明史》载其“落笔数千言立就”，“诗文率不经意，一挥数纸。尝戏命两人对案拈二题，各赋百韵，咄嗟之间二章并就，又与人对弈，口诵诗文，命人书之，书不逮诵也”。
屠隆不但写戏编戏，还演戏，其家中便自办有戏班，还掏钱聘请名角。其戏曲主张“针线连络，血脉贯通”，“不用隐僻学问，艰深字眼”，他甚至编导过整出戏无曲，宾白演出始终（话剧的雏形），广受欢迎。
著有《冥寥子》二卷、《鴻苞》四十八卷、《曇花記》、《修文記》、《彩毫記》、《鴻苞集》、《白榆集》、《由拳集》、《娑羅館清言》、《考槃餘事》、《茶說》等。

## 家族
曾祖屠子良；祖父屠璞；父屠濬。母趙氏。慈侍下。兄屠佃、屠侯、屠俅、屠俛、屠仍。长子屠金樞，次子屠玉衡，女屠瑤瑟，嫁黃振古。孙屠鸿宝、屠凤览、屠麟祯。

## 延伸閱讀
[在维基数据编辑]
 《四明人鑑·明禮部郎中屠公隆》，出自《四明人鑑》
 《明史卷二百八十八》，出自《明史》
 在维基共享资源阅览影像

## 外部連結
- 曲终人不见——屠隆和他的《昙花记》

| 官衔          | 官衔                          | 官衔          |
| ------------- | ----------------------------- | ------------- |
| 前任： 祝希哲 | 明朝潁上縣知縣 1577年－1578年 | 繼任： 周裔先 |